# Malyjteatern

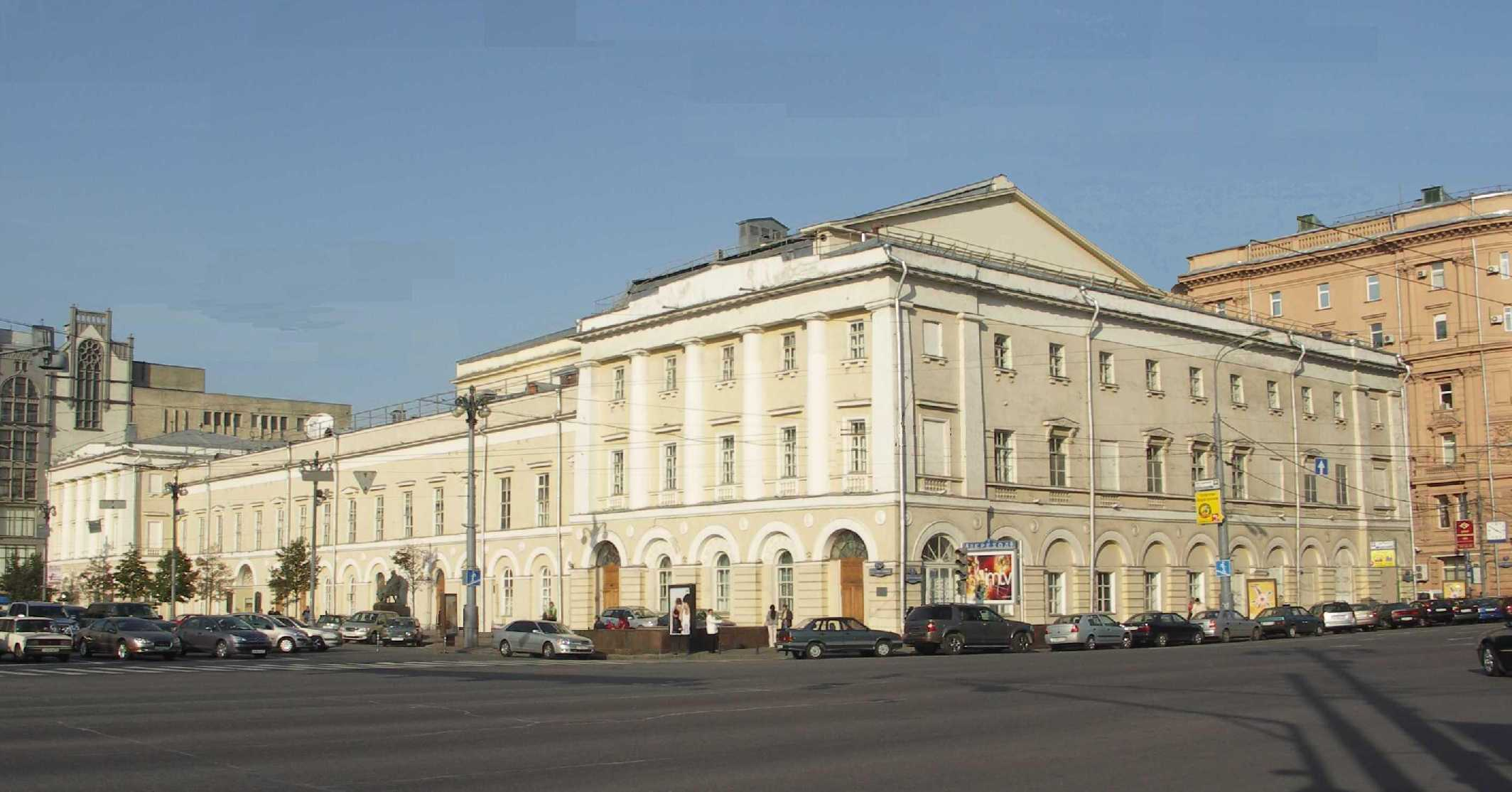
Malyteatern

Malyjteatern, Lilla teatern (ryska: Малый театр) är en dramatisk teater i Moskva, belägen på Teatertorget i närheten av Bolsjojteatern (Stora teatern).
Malyjteatern grundades 1776.